# おじの大和ミュージアム
おじの大和ミュージアム（おじの やまとみゅーじあむ）は、兵庫県養父市大屋町門野にある私設博物館。
旧日本海軍、戦艦大和の遺品などを展示している。

## 概要
「おじの大和ミュージアム」は、兵庫県養父市にある私設の博物館。旧日本海軍、戦艦大和の乗組員だった叔父が2013年6月に89歳で死去したため、遺品などを展示・無料公開している。高齢を理由に2021年9月末で閉館。
広島県呉市宝町には、呉市が管理する大和ミュージアム（正式名称は、呉市海事歴史科学館）がある。

### 基礎情報
- 戦艦大和は、1945年4月、東シナ海で米軍の攻撃を受け沈没
- 旧南谷村（養父市大屋町）出身者4人が乗船していたが、1人だけ生還
- 2013年8月から展示・公開を開始
- 公開は、無料で遺品の写真、出征時の寄せ書き、新聞記事、出演した番組の映像など約100点
- 所在地は、兵庫県養父市大屋町門野（北緯35度18分30.5秒 東経134度40分48.6秒 / 北緯35.308472度 東経134.680167度座標: 北緯35度18分30.5秒 東経134度40分48.6秒 / 北緯35.308472度 東経134.680167度)

## 交通
- 北近畿豊岡自動車道 養父ICから県道6号で約20分

## 周辺
- 明延鉱山
- 神子畑選鉱所
- 神子畑鋳鉄橋